# PRISM (Prozessorarchitektur)
Parallel Reduced Instruction Set Multiprocessing (PRISM, englisch für Paralleles Rechnen mit verringertem Befehlssatz) ist eine Prozessorarchitektur. Sie stellt eine Unterart des Reduced Instruction Set Computing (RISC)-Prozessor-Design dar.

## Geschichte
Die Prozessoren wurden von der Firma Apollo Computer entwickelt und erstmals 1988 in ihrer Workstation DN 10000 (DN 10k) eingesetzt. Der Prozessor arbeitete mit 64 Bit und war mit einem Dual-Cache ausgestattet, 128-kB-Befehlscache und 64-kB-Datencache.
Ein Rechnersystem kann bis zu 4 dieser Prozessoren enthalten, die über einen schnellen X-Bus verbunden sind. An diesem 64 Bit breiten Bus ist direkt der Hauptspeicher und das Grafiksystem verbunden. Der externe, ebenfalls 64 Bit breite, X-Bus arbeitete mit 150 MByte/s.
Angelehnt an die in den kleineren Workstations und Servern (Domain Server Processor) verwendeten Prozessoren der Firma Motorola M 680x0 erhielt der Prozessor die Bezeichnung A 88000 (Apollo 88k). Der A-88000-Prozessor war die damals schnellste verfügbare CPU.
Durch die Übernahme der Firma Apollo durch Hewlett-Packard wurde der in der Entwicklung befindliche PRISM-II-Prozessor nicht mehr hergestellt. Hewlett-Packard integrierte Funktionen in ihren eigenen PA-RISC-Prozessor.